# 中国赛艇协会
中国赛艇协会是中华人民共和国赛艇运动从业者组成的全国性体育组织，由中华全国体育总会领导，成立于1973年，会址位于北京市东城区天坛东里中区甲14号国家体育总局航空无线电模型运动管理中心院内。